# Mycobacterium
Genre
Mycobacterium, la Mycobactérie, est un genre de bactéries de la famille des Mycobacteriaceae. Ce sont des bacilles aérobies assez longs et fins, ne formant pas de spores et ne possédant pas de capsule.
Leur paroi présente une structure particulière, riche en cires (acides mycoliques) qui leur permet de retenir les colorants malgré l'action combinée d'acide dilué et d'alcool. Cette paroi leur confère une grande résistance aux antiseptiques, à certains antibiotiques, aux macrophages.
Ils sont dits « bacilles acido-alcoolo-résistants » ou BAAR.
Cette particularité de la paroi est utilisée pour les mettre en évidence lors d'examen microscopique par la coloration de Ziehl-Neelsen.
Leur temps de génération est extrêmement long (proche de 20 heures). Leur %GC est compris entre 61 et 71 %.
Le nom de genre Mycobacterium vient du grec μύκης (múkēs) « champignon » et du latin bactērium parce que le bacille de Koch, cultivé sur un milieu liquide, forme sur la surface un voile dont l'aspect rappelle une moisissure.

## Taxonomie

### Classification de Runyon
La taxonomie du genre Mycobacterium reposait sur la classification de Runyon (1954) fondée sur la vitesse de croissance et la pigmentation (4 groupes présentés dans le tableau suivant).
Mais dans la pratique courante, on distingue les mycobactéries tuberculeuses du complexe Mycobacterium tuberculosis comprenant les espèces déterminant la tuberculose humaine (M. tuberculosis), bovine (M. bovis) ou celle observée le plus souvent en Afrique noire (M. africanum).
- Espèces pathogènes pour l'homme du groupe tuberculosis
  - Mycobacterium tuberculosis (BK = bacille de Koch)
  - Mycobacterium africanum
  - Mycobacterium bovis
  - BCG, le bacille de Calmette et Guérin, (souche de M. bovis modifiée par Calmette et Guérin pour obtenir une souche vaccinale)
- Espèces pathogènes pour l'homme hors groupe tuberculosis
  - Mycobacterium leprae (agent de la lèpre)
  - Mycobacterium ulcerans (agent de l'ulcère de Buruli)
  - Mycobacterium marinum (agent du granulome des aquariums)
  - Mycobacterium abscessus
- Espèce non pathogène pour l'homme
  - Mycobacterium vaccae
- Mycobactéries dites « atypiques »
  - Elles sont parfois pathogènes pour l'homme, notamment chez les immunodéprimés (cancers, SIDA)

### Classifications de 2018 et 2019
En 2018 R.S. Gupta et al. ont proposé une importante refonte du genre Mycobacterium en s'appuyant sur des techniques de phylogénétique moléculaire. En analysant le génome des 150 espèces de Mycobactéries séquencées au moment de l'étude, à travers la comparaison de trois séries de protéines conservées parmi elles et sur la base d'autres données concordantes, cette équipe a démontré l'hétérogénéité de l'ancien genre unique Mycobacterium. Un grand nombre d'espèces en ont été exclues et reclassées dans quatre nouveaux genres créés pour l'occasion : Mycolicibacter, Mycolicibacillus, Mycolicibacterium et Mycobacteroides. Le genre Mycobacterium a été conservé mais avec un nombre d'espèces plus restreint.
En 2019, Gupta amende la description de l'ordre des Mycobactériales en y incluant la famille des Mycobacteriaceae,.

## Liste d'espèces

### Selon laLPSN
Le genre Mycobacterium conservé par Gupta en 2018 se limite désormais aux espèces suivantes :
- Mycobacterium tuberculosis (Zopf 1883) Lehman & Neumann 1896 : espèce type de description du genre
  - Mycobacterium tuberculosis var. africanum : reclassement de M. africanum Castets et al. 1969[6]
  - Mycobacterium tuberculosis var. bovis : reclassement de M. bovis Karlson & Lessel 1970
  - Mycobacterium tuberculosis var. caprae : reclassement de M. caprae (Aranaz et al. 1999) Aranaz et al. 2003
  - Mycobacterium tuberculosis var. microti : reclassement de M. microti Reed 1957
  - Mycobacterium tuberculosis var. pinnipedii : reclassement de M. pinnipedii Cousins et al. 2003
- Mycobacterium alsense Tortoli et al. 2016
- Mycobacterium angelicum Pourahmad et al. 2015
- Mycobacterium arosiense Bang et al. 2008
- Mycobacterium asiaticum Weiszfeiler et al. 1971
- Mycobacterium avium Chester 1901
  - Mycobacterium avium subsp. avium (Chester 1901) Thorel et al. 1990 : reclassement de M. avium
  - Mycobacterium avium subsp. paratuberculosis (Bergey et al. 1923) Thorel et al. 1990 : reclassement de M. paratuberculosis
  - Mycobacterium avium subsp. silvaticum Thorel et al. 1990 subsp. nov.
- Mycobacterium bohemicum Reischl et al. 1998
- Mycobacterium botniense Torkko et al. 2000
- Mycobacterium bourgelatii Guérin-Faublée et al. 2013
- Mycobacterium branderi Koukila-Kähkölä et al. 1995
- Mycobacterium celatum Butler et al. 1993
- Mycobacterium colombiense Murcia et al. 2006
- Mycobacterium conspicuum Springer et al. 1996
- Mycobacterium cookii Kazda et al. 1990
- Mycobacterium europaeum Tortoli et al. 2011
- Mycobacterium fragae Ramos et al. 2013
- Mycobacterium florentinum Tortoli et al. 2005
- Mycobacterium gastri Wayne 1966
- Mycobacterium genavense Böttger et al. 1993
- Mycobacterium gordonae Bojalil et al. 1962
- Mycobacterium haemophilum Sompolinsky et al. 1978
- Mycobacterium heckeshornense Roth et al. 2001
- Mycobacterium heidelbergense Haas et al. 1998
- Mycobacterium interjectum Springer et al. 1995
- Mycobacterium intermedium Meier et al. 1993
- Mycobacterium intracellulare corrig. (Cuttino & McCabe 1949) Runyon 1965
  - Mycobacterium intracellulare subsp. intracellulare : reclassement de M. intracellulare Cuttino & McCabe 1949
  - Mycobacterium intracellulare subsp. chimaera (Tortoli et al. 2004) Nouioui et al. 2018 : reclassement de M. chimaera
- Mycobacterium kansasii Hauduroy 1955
- Mycobacterium kubicae Floyd et al. 2000
- Mycobacterium kyorinense Okazaki et al. 2009
- Mycobacterium lacus Turenne et al. 2002
- Mycobacterium lentiflavum Springer et al. 1996
- Mycobacterium leprae (Hansen 1880) Lehmann & Neumann 1896
- Mycobacterium lepraemurium Marchoux & Sorel 1912
- Mycobacterium malmoense Schröder & Juhlin 1977
- Mycobacterium mantenii van Ingen et al. 2009
- Mycobacterium marinum Aronson 1926
- Mycobacterium marseillense Ben Salah et al. 2009
- Mycobacterium montefiorense Levi et al. 2003
- Mycobacterium nebraskense Mohamed et al. 2004
- Mycobacterium noviomagense van Ingen et al. 2009
- Mycobacterium palustre Torkko et al. 2002
- Mycobacterium paraense Fusco da Costa et al. 2015
- Mycobacterium paraffinicum (ex Davis et al. 1956) Toney et al. 2010
- Mycobacterium paragordonae Kim et al. 2014
- Mycobacterium parascrofulaceum Turenne et al. 2004
- Mycobacterium paraseoulense Lee et al. 2010
- Mycobacterium parmense Fanti et al. 2004
- Mycobacterium persicum Shahraki et al. 2017
- Mycobacterium pseudoshotsii Rhodes et al. 2005
- Mycobacterium riyadhense van Ingen et al. 2009
- Mycobacterium saskatchewanense Turenne et al. 2004
- Mycobacterium scrofulaceum Prissick & Masson 1956
- Mycobacterium seoulense Mun et al. 2007
- Mycobacterium sherrisii van Ingen et al. 2011
- Mycobacterium shimoidei (ex Tsukamura et al. 1975) Tsukamura 1982
- Mycobacterium shinjukuense Saito et al. 2011
- Mycobacterium shottsii Rhodes et al. 2003
- Mycobacterium simiae Karassova et al. 1965
- Mycobacterium stomatepiae Pourahmad et al. 2008
- Mycobacterium szulgai Marks et al. 1972
- Mycobacterium timonense Ben Salah et al. 2009
- Mycobacterium triplex Floyd et al. 1997
- Mycobacterium ulcerans MacCallum et al. 1950
- Mycobacterium xenopi Schwabacher 1959